# Augustin Rhaw

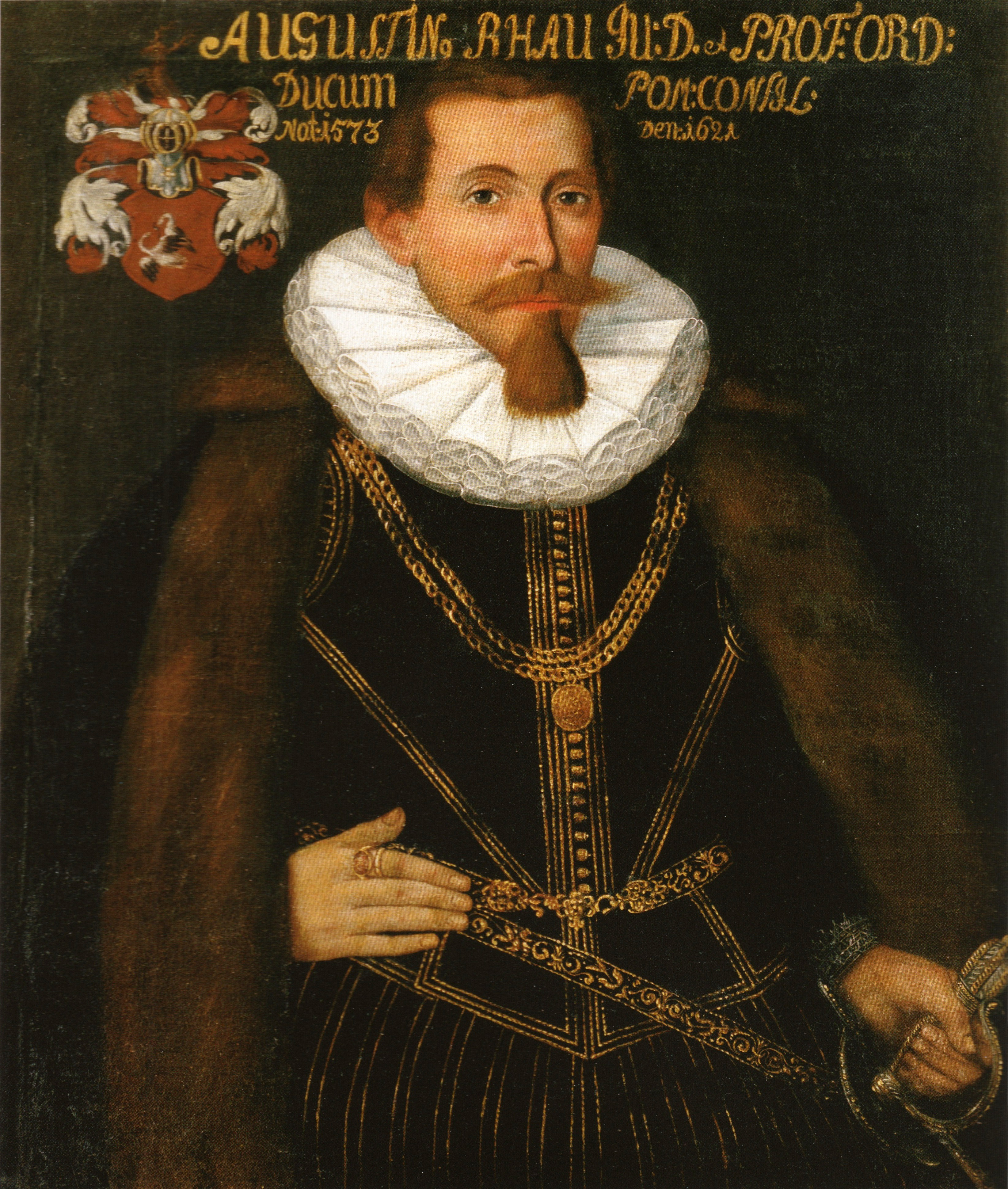
Augustin Rhaw

Augustin Rhaw, auch: Rhau, Rau, Rhawe (* 1573 in Greifswald; † 3. September 1621 in Wolgast) war ein deutscher Rechtswissenschaftler und pommerscher Politiker.

## Leben
Augustin war der Sohn von Balthasar Rhaw (I.), studierte in Greifswald, Wittenberg, Ingolstadt, Heidelberg, hatte am Reichskammergericht in Speyer gewirkt und war 1597 im 24. Lebensjahr außerordentlicher Professor der Rechte an der Greifswalder Hochschule geworden. Er wurde 1598 in Wittenberg zum Doktor der Rechte promoviert, stieg in eine ordentliche Professur auf und ging 1617 zu Philipp Julius von Pommern als fürstlicher Rat nach Wolgast, wo er 1621 als Vizekanzler starb. Rhaw, der erbgesessen auf Brandshagen war, beteiligte sich an den organisatorischen Aufgaben der Greifswalder Hochschule. So war er in den Jahren 1603/04, 1611/12 und 1612/13 Rektor der Alma Mater.

## Familie
Rhaw war verheiratet mit Maria Westphal, der Tochter des Professors der Rechte in Greifswald Hermann Westphal († 1607) und dessen Frau Margarethe Klinckow. Der Ehe entstammten unter anderem:
- Balthasar (II.)  (1601–1658), Professor der Theologie in Greifswald
- Joachim (* 16. Oktober 1602 in Greifswald; † 3. Januar 1664 ebenda) Greifswalder Archidiakon am Dom St. Nikolai (Greifswald). Dessen Sohn Balthasar von Rhaw (1645–1709) war mit Elisabeth Heider (1640–1707) verheiratet, einer Tochter des Lindauer Patriziers Valentin Heider, und war kaiserlicher wie herzoglich württembergischer Rat, Syndikus der schwäbischen Reichsritterschaft und Bürgermeister der Reichsstadt Esslingen[1]
- Augustin, wurde Major
- Anna, verheiratet mit dem Pastor in Poseritz Heinrich Wackerrod
- Magaretha (* 21. Dezember 1610; † 10. September 1631)
- Hermann (* 4. Oktober 1604; † 21. Juni 1628)